# 뽀뽀나무속
뽀뽀나무속(pawpaw--屬, 학명: Asimina 아시미나[*])은 뽀뽀나무과의 속이다. 작은 교목 또는 관목으로 이루어져 있으며, 북아메리카 동부가 원산이다. 미국의 26개 주 및 캐나다의 온타리오주에서 자생한다. 학명은 아메리카 원주민 언어로 뽀뽀나무속 식물을 부르는 이름인 "assimin"에 그 어원을 둔다.

## 하위 종
- 뽀뽀나무 A. triloba (L.) Dunal
- A. angustifolia Raf.
- A. incana (W.Bartram) Exell
- A. longifolia Kral
- A. manasota DeLaney
- A. × nashii Kral
- A. obovata (Willd.) Nash
- A. parviflora (Michx.) Dunal
- A. pygmaea (W.Bartram) Dunal
- A. reticulata Shuttlew. ex Chapm.
- A. spatulata (Kral) D.B.Ward
- A. tetramera Small